# Artur Anders
Artur Anders (ur. 21 stycznia 1896, zm. 13 lipca 1976) – niemiecki polityk należący do Socjaldemokratycznej Partii Niemiec (SPD).
Od 17 października 1961 do 17 października 1965 (dwie kadencje) był deputowanym do Bundestagu z ramienia SPD. Wybrany z list w Nadrenii Północnej – Westfalii.